# Metachrostis contingens
Metachrostis contingens là một loài bướm đêm trong họ Erebidae.